# Raimo Raag
Raimo Raag, född 1953, är en svensk språkvetare.
Raag är utbildad vid Uppsala universitet, där han blev filosofie kandidat 1976 och filosofie doktor i finsk-ugriska språk 1982. Han var vidare verksam vid samma lärosäte som forskarassistent 1985–1991 och lektor 1991–2001. År 1988 utnämndes han där till docent. Han blev professor i finsk-ugriska språk vid Uppsala universitet 2001 och var gästprofessor vid Södertörns högskola 2002–2004. Hans forskningsintressen omfattar estniskans etymologi och ordbildning samt språk- och kulturkontakter mellan Estland och Sverige.
Raag har även varit verksam som tolk till och från svenska och estniska, samt undervisat vid Tolk- och översättarintitutet vid Stockholms universitet.
År 2001 tilldelades han Vita stjärnans orden av femte klassen. Han är korresponderande ledamot av Estlands Vetenskapsakademi och Finsk-ugriska sällskapet, hedersledamot av Estniska Lärdomssällskapet i Sverige 